# Rio Rur

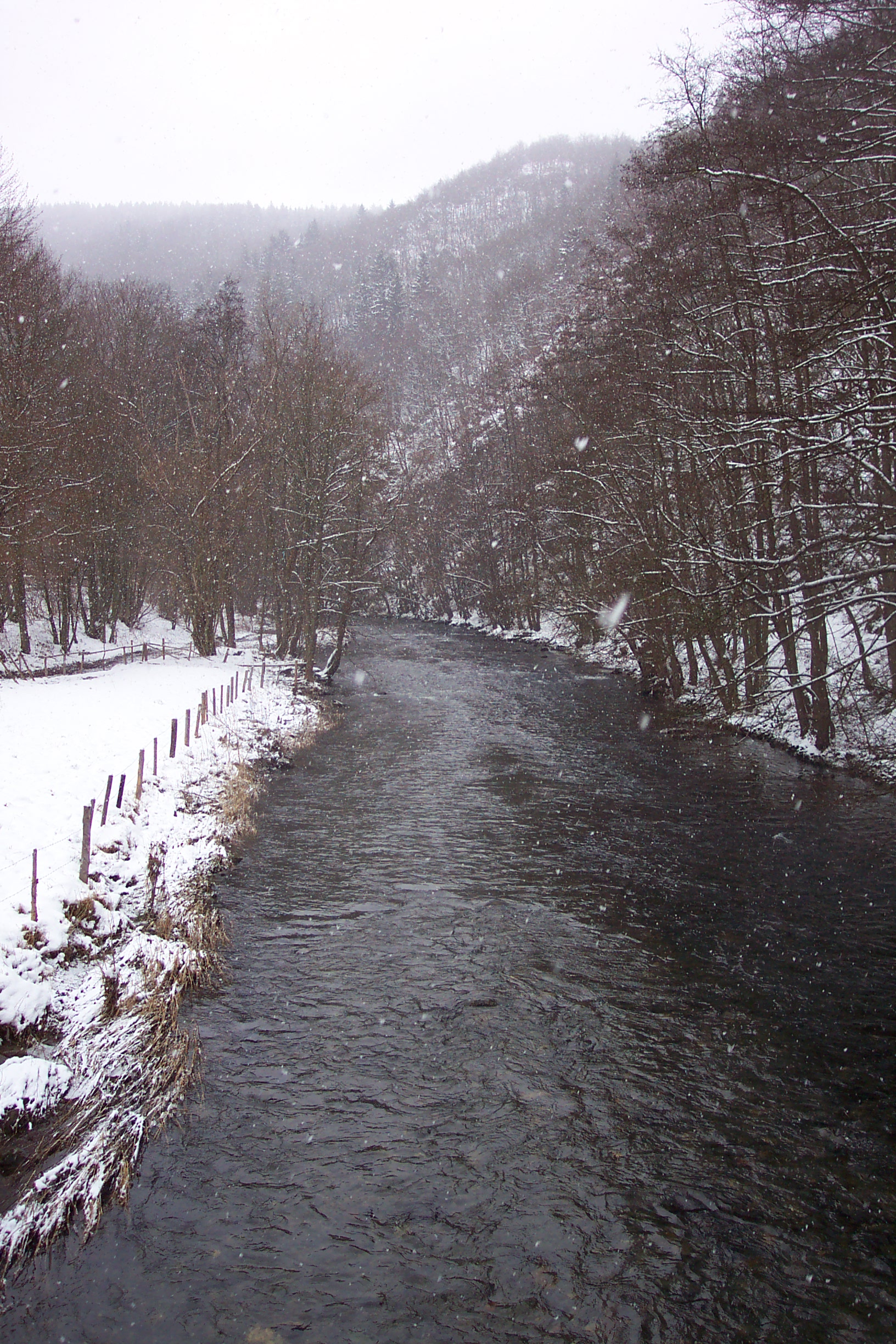
Imagem do rio.

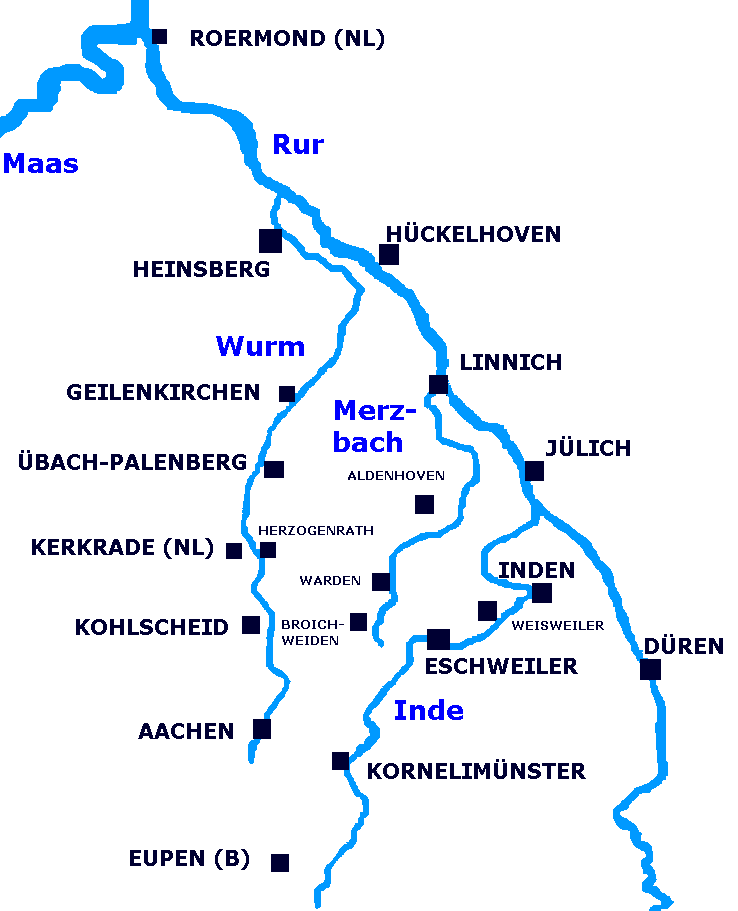
Mapa do rio Rur e seus afluentes

O Rur (na escrita em francês e holandês: Roer), é um rio que flui em porções da Bélgica, Alemanha e Holanda. É um rio afuente do Meuse. Em torno de 90% do rio se localiza na Alemanha.

## Ligações externas

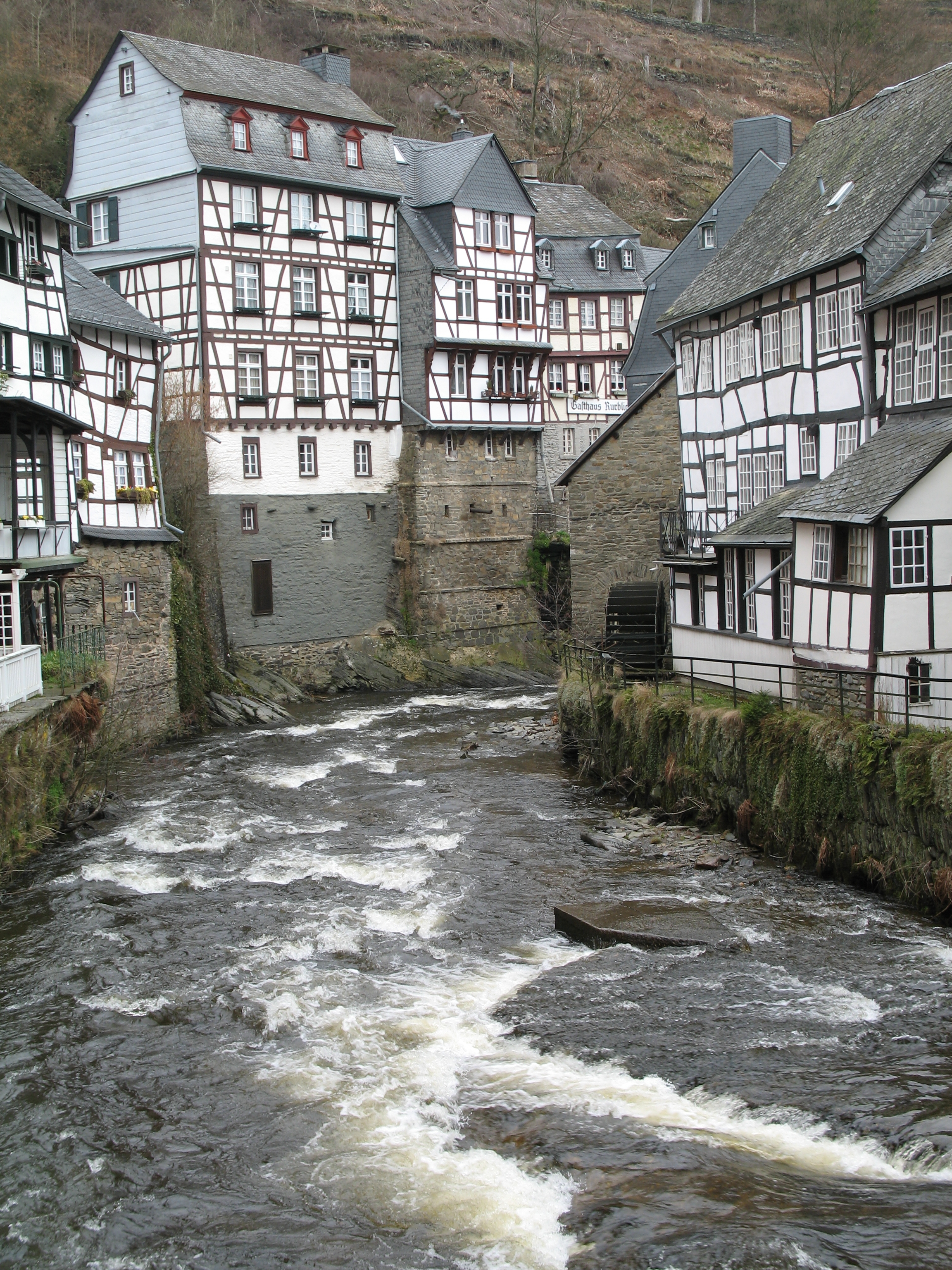
Em Monschau, Alemanha.